# Amiota mariae
Amiota mariae är en tvåvingeart som beskrevs av Maca 2003. Amiota mariae ingår i släktet Amiota och familjen daggflugor. Inga underarter finns listade i Catalogue of Life.